# سیارک ۱۸۰۴
سیارک ۱۸۰۴ (به انگلیسی: 1804 Chebotarev، نامگذاری:1967GG) هزار و هشتصد و چهارمین سیارک کشف شده‌است که در ۶ آوریل ۱۹۶۷ کشف شد.
قدر مطلق سیارک برابر ۱۱٫۷۰ است.